# Fontanilla
La Fontanilla era la fontana pubblica di Palos de la Frontera in Spagna dove, secondo la tradizione, vennero rifornite d'acqua le navi Santa María, Pinta e Niña, quando, il 3 agosto 1492, partirono dal porto di Palos, comandate da Cristoforo Colombo e dai fratelli Pinzón, diretti alle Indie. Uno dei viaggi più importanti nella storia dell'umanità, da quando hanno trovarono la rotta oceanica verso il continente americano. La Fontanilla è dunque il monumento più umile, ma anche più originale e autentico dei cosiddetti Luoghi Colombiani.

## Storia e stile architettonico
A Palos c'erano due luoghi per prendere l'acqua: la fontana Villafrías, allo sbocco dell'estuario, di fronte all'isola di Saltés, e la Fontanilla, fuori dall'area urbana, ma ad essa vicina sul lato orientale. Un estuario del fiume Tinto arrivava fin quasi ai suoi piani, avendovi costruito un molo che era, quindi, il più vicino e diretto per accedere al paese.
Dalla Puerta de los Novios della Chiesa di San Jorge si accedeva allo storico molo da cui partiva la spedizione di scoperta in America, accanto al quale si trovava la Fontanilla, che era la fontana pubblica di Palos, costruita su un vecchio marciapiede di età romana e protetta da un padiglione o tetrapilo, costruito con mattoni nel XIII secolo in stile mudéjar, a pianta quadrangolare e volta emisferica che si estende verso l'esterno ed è circoscritta in una cuspide piramidale. L'elemento di sostegno è costituito da quattro archi semicircolari leggermente ribassati, sostenuti da pilastri angolari rinforzati con staffe.
La bocca era al centro e ai lati vi erano dei piccoli canali attraverso i quali scorreva l'acqua, raccogliendosi sul lato orientale in un lungo abbeveratoio. Studi recenti hanno dimostrato che in origine era sovrastuccato e dipinto con motivi religiosi, circostanza che, unitamente al fatto di trovarsi sulla strada di ingresso alla città, fa pensare che, oltre ad essere una fontana pubblica e un luogo di sosta e ristoro per chi rientrava in paese, sia presso il molo o lungo la strada, poteva anche essere un santuario o una stazione di penitenza, un luogo di preghiera e di riflessione dove trovare, oltre al riposo per il corpo, la pace per l'anima. In questo senso bisognerebbe studiarne le somiglianze con altri santuari andalusi, come la Cruz del Campo, così strettamente legati all'origine della Settimana Santa di Siviglia.
Attualmente la Fontanilla è stata restaurata con una finitura in mattoni a vista, la gargolla che porta al pilastro è l'unico elemento in pietra, e si può vedere dalla strada di accesso alla città, provenendo da Moguer, o dal belvedere disposto nell'alto della collina che sovrasta il paese.